# Mazères-sur-Salat
Mazères-sur-Salat là một xã thuộc tỉnh Haute-Garonne trong vùng Occitanie tây nam nước Pháp. Xã này nằm ở khu vực có độ cao trung bình 303 mét trên mực nước biển.